# Jú Kobajaši
Jú Kobajaši (japonsky: 小林 悠 Kobajaši Jú, * 23. září 1987) je japonský fotbalista.

## Reprezentační kariéra
Jú Kobajaši odehrál 14 reprezentačních utkání. S japonskou reprezentací se zúčastnil Mistrovství Asie ve fotbale 2015.

## Statistiky
| Japonsko | Japonsko | Japonsko |
| Roky     | Záp.     | Góly     |
| -------- | -------- | -------- |
| 2014     | 2        | 0        |
| 2015     | 0        | 0        |
| 2016     | 6        | 0        |
| 2017     | 3        | 2        |
| 2018     | 3        | 0        |
| Celkem   | 14       | 2        |